# Bessie Anstice Baker
Elizabeth Anstice Baker (24 de septiembre de 1849-16 de octubre de 1914) fue una escritora, filántropa y reformadora social australiana. 

## Biografía
Nacida en el seno de una familia anglicana, se convirtió al catolicismo y escribió un libro sobre su viaje religioso, titulado A Modern Pilgrim's Progress. El libro fue muy leído en los círculos católicos y se tradujo al francés. En 1902 recibió la medalla Pro Ecclesia et Pontifice de manos del papa Pío X, convirtiéndose en la primera mujer australiana honrada con esta medalla.
Baker se dedicó a apoyar causas benéficas, tanto en Australia como en Inglaterra. Junto con su madre, Isabelle Baker, fundó el primer hospital católico de Adelaida, en el sur de Australia. Activista de los derechos de la mujer, participó en el movimiento sufragista en Australia e Inglaterra, y fue miembro de la Liga de Mujeres Católicas. También organizó un ministerio eclesiástico móvil en Inglaterra y Gales, conocido como iglesia motorizada, para atender las necesidades de católicos y no católicos en zonas rurales. 

## A Modern Pilgrim's Progress
Mientras vivía en Inglaterra, Baker escribió unas memorias sobre su conversión al catolicismo, tituladas El progreso de un peregrino moderno. El título es un homenaje a un texto cristiano clásico del puritano inglés John Bunyan. En su libro, Baker compartió su propia lucha intelectual con asuntos de fe, incluyendo cómo el conocimiento científico, como la teoría de la evolución, podía reconciliarse con la creencia religiosa. Revelando la amplitud y la profundidad de su estudio autodirigido sobre estas cuestiones, analizó los escritos de conocidos filósofos y científicos, como Immanuel Kant, Charles Darwin y Herbert Spencer. La claridad de su escritura y su compromiso lógico y bien razonado con estas cuestiones de peso contribuyeron a la popularidad del libro.
Según la introducción, Baker escribió primero el libro a petición de un amigo personal, como una reflexión personal, pero más tarde se animó a publicarlo. La primera edición se publicó en 1906. Tuvo varias tiradas y se tradujo al francés. Fue muy bien recibido en los círculos católicos.